# Beriáin
Beriain là một đô thị trong tỉnh và cộng đồng tự trị Navarre, Tây Ban Nha. Đô thị này có diện tích là 5,42 ki-lô-mét vuông, dân số năm 2007 là 3308 người.
Đô thị nằm ở độ cao 493 m trên mực nước biển

## Dân số
| Biến động dân số theo thời gian                       | Biến động dân số theo thời gian | Biến động dân số theo thời gian | Biến động dân số theo thời gian | Biến động dân số theo thời gian | Biến động dân số theo thời gian | Biến động dân số theo thời gian | Biến động dân số theo thời gian | Biến động dân số theo thời gian | Biến động dân số theo thời gian | Biến động dân số theo thời gian |
| 1996                                                  | 1998                            | 1999                            | 2000                            | 2001                            | 2002                            | 2003                            | 2004                            | 2005                            | 2006                            | 2007                            |
| ----------------------------------------------------- | ------------------------------- | ------------------------------- | ------------------------------- | ------------------------------- | ------------------------------- | ------------------------------- | ------------------------------- | ------------------------------- | ------------------------------- | ------------------------------- |
| 2 317                                                 | 2 431                           | 2 503                           | 2 584                           | 2 707                           | 2 836                           | 2 925                           | 3 042                           | 3 073                           | 3 125                           | 3 308                           |
| Nguồn: Beriáin et instituto de estadística de navarra |                                 |                                 |                                 |                                 |                                 |                                 |                                 |                                 |                                 |                                 |